# Devante Cole
Vous venez d’apposer le modèle de débat d'admissibilité.
Avant toute chose, veuillez créer la page de débat correspondante en cliquant ici.
- Une fois la page de vote initialisée, rafraîchissez cette page, et le bandeau prendra son aspect définitif.
- Si votre débat d'admissibilité est groupé (le motif et l’argumentation doivent être les mêmes), modifiez cette page pour ajouter au modèle le paramètre « cat » suivi du nom de la page de discussion de l’article pour lequel la page de débat existe déjà (ex. : cat=Discussion:Nom_de_l'autre_article). Ensuite, suivez les nouvelles instructions qui apparaissent.
- Vous pouvez également utiliser le paramètre « type » pour faciliter l’accès aux critères d’admissibilité. Exemple : {{suppression|type=mot-clé}}. Liste des mots-clés existants : fiction, musique, art visuel, fanzine, jeu de société, porno, sportif, association, enseignement, société, site web, route, nombre, (Liste complète ici).

| 1. | Créez la page de débat d'admissibilité.                                                                      | Sauvegardez d’abord la page pour l’initialiser puis indiquez votre motivation.      |
| 2. | Important : ajoutez une entrée dans la section Débat d'admissibilité du jour.                                | Utilisez ce texte : *{{L\|Devante Cole}}                                            |
| 3. | Pensez à informer les contributeurs principaux de la page et les projets associés lorsque cela est possible. | Utilisez ce texte : {{subst:Avertissement débat d'admissibilité\|Devante Cole}}~~~~ |

Pour les articles homonymes, voir Cole.
Devante Lavon Andrew Dewar-Cole, né le 10 mai 1995 à Alderley Edge, est un footballeur anglais qui évolue au poste d'attaquant à West Bromwich Albion.

## Biographie
Formé à Mancester City, Cole est le fils d'Andy Cole.
Le 19 août 2014, il fait ses débuts professionnels pour Barnsley, quand il était en prêt avec eux.
Le 22 janvier 2015, il est prêté à Milton Keynes .
Le 28 août 2015, Cole rejoint Bradford City.
Le 31 juillet 2024, il rejoint West Bromwich Albion.